# خولیو الکرس
خولیو الکرس (انگلیسی: Julio Alcorsé؛ زادهٔ ۱۷ سپتامبر ۱۹۸۱) بازیکن فوتبال اهل آرژانتین است.
از باشگاه‌هایی که در آن بازی کرده‌است می‌توان به باشگاه فوتبال دپورتیوو مورون، باشگاه فوتبال ویرتوس انتلا، باشگاه فوتبال بوکا جونیورز، باشگاه فوتبال لوتسرن، و باشگاه فوتبال مدان اشاره کرد.